# À chacun sa chacune
Pour plus de détails, voir Fiche technique et Distribution.
À chacun sa chacune (Eagle vs Shark) est un film néo-zélandais réalisé par Taika Waititi et sorti en 2007.

## Fiche technique
- Titre original : Eagle vs Shark
- Titre français : À chacun sa chacune
- Réalisation : Taika Waititi
- Scénario : Taika Waititi et Loren Taylor
- Photographie : Adam Clark
- Musique : The Phoenix Foundation (en)
- Pays d'origine :  Nouvelle-Zélande
- Genre : comédie romantique
- Date de sortie : 2007

## Distribution
- Loren Taylor : Lily
- Jemaine Clement : Jarrod
- Joel Tobeck : Damon
- Taika Waititi : Gordon